# Jung In-sun
Jung In-sun (nacida el 25 de abril de 1991) es una actriz de Corea del Sur.

## Carrera
En agosto de 2021 se confirmó que se había unido al elenco principal de la serie Let Me Be Your Knight, donde dará vida a una doctora.

## Filmografía

### Series de televisión
| Año     | Título                                    | Papel                      | Cadena    | Ref.          |
| ------- | ----------------------------------------- | -------------------------- | --------- | ------------- |
| 1998    | Soonpoong Clinic                          | Lee Semina                 | SBS       |               |
| 1999    | You                                       |                            | KBS2      |               |
| 2000    | Kaist                                     |                            | SBS       |               |
| 2001    | On the Flowerbed                          | Do Ah-ra                   | KBS2      |               |
| 2002    | Man in Crisis                             | Lee Yeo-reum               | MBC       |               |
| 2002    | Magic Kid Masuri                          | Han Se-eun                 | KBS2      |               |
| 2002    | Man of the Sun, Lee Je-ma                 | Koo Woon-young (joven)     | KBS2      |               |
| 2003    | I Want To Go Home                         |                            | KBS2      |               |
| 2003    | Una joya en el palacio                    | Señora de la corte Boon-yi | MBC       | [ 3 ]         |
| 2004    | The Age of Heroes                         | Cheon Tae-sook             | MBC       |               |
| 2004    | There's Light at the Tip of My Fingernail | Ri Seul-gi                 | EBS       | [ 4 ]         |
| 2008    | My Sweet Seoul                            |                            | SBS       |               |
| 2011    | Original Fairytale                        |                            | EBS       |               |
| 2013    | Basketball                                | Hong Byeo-ri               | tvN       | [ 5 ]         |
| 2014    | 12 Years Promise                          | Kang Ham-cho               | JTBC      | [ 6 ]         |
| 2014    | The Girl Who Became a Photo               | Min Se-young               | KBS2      | [ 7 ]         |
| 2016    | El espejo de la bruja                     | Hae-ran                    | JTBC      | [ 8 ] [ 9 ]   |
| 2017    | Naked Fireman                             | Han Jin-ah                 | KBS2      | [ 10 ]        |
| 2017    | Circle                                    | Park Min-young             | tvN       | [ 11 ]        |
| 2018    | Welcome to Waikiki                        | Han Yoon-ah                | JTBC      | [ 12 ]        |
| 2018    | My Secret Terrius                         | Go Ae-rin                  | MBC       | [ 13 ]        |
| 2019    | Psychopath Diary                          | Shim Bo-kyung              | tvN       | [ 14 ]        |
| 2021    | Not Yet Thirty                            | Seo Ji-won                 | KakaoTV   | [ 15 ]        |
| 2021-22 | Let Me Be Your Knight                     | Dra. In Yoon-joo           | SBS       | [ 16 ]        |
| 2024    | DNA Lover                                 | Han So-jin                 | TV Chosun | [ 17 ] [ 18 ] |

### Películas
| Año  | Título                 | Papel                | Ref.   |
| ---- | ---------------------- | -------------------- | ------ |
| 2002 | The Beauty in Dream    | Yoo-mi               |        |
| 2003 | Memorias de un asesino | Chica del final      |        |
| 2004 | Au Revoir, UFO         | Kyung-woo (joven)    |        |
| 2010 | Cafe Noir              | Chica embarazada     | [ 19 ] |
| 2013 | Horror Stories 2       | Gil Sun-joo          | [ 20 ] |
| 2014 | Han Gong-ju            | Eun-hee              | [ 21 ] |
| 2014 | Gyeongju               | Jo Hyun-jung         | [ 22 ] |
| 2016 | Open Your Eyes         |                      |        |
| 2018 | Night and Fog in Zona  | (Aparición especial) |        |

### Programa de variedades
| Año       | Título                           | Cadena | Papel        | Ref.                 |
| --------- | -------------------------------- | ------ | ------------ | -------------------- |
| 2019–2021 | Baek Jong-won's Alley Restaurant | SBS    | Coanfitriona | [ 23 ] [ 24 ] [ 25 ] |

### Vídeos musicales
| Año  | Título       | Cantante | Ref.   |
| ---- | ------------ | -------- | ------ |
| 2019 | 혼자 (Alone) | Gummy    | [ 26 ] |

## Premios y nominaciones
| Año  | Premio                   | Categoría                                               | Obra                                   | Resultado | Ref.   |
| ---- | ------------------------ | ------------------------------------------------------- | -------------------------------------- | --------- | ------ |
| 2018 | 3.° Asia Artist Awards   | Rising Star Award                                       | Welcome to Waikiki & My Secret Terrius | Ganadora  | [ 27 ] |
| 2018 | MBC Drama Awards         | Excellence Award, Actress in a Wednesday-Thursday Drama | My Secret Terrius                      | Ganadora  | [ 28 ] |
| 2019 | SBS Entertainment Awards | Rookie Award in Female Category                         | Baek Jong-won's Alley Restaurant       | Ganadora  | [ 29 ] |
| 2020 | SBS Entertainment Awards | Excellence Award in Reality Category                    | Baek Jong-won's Alley Restaurant       | Ganadora  | [ 30 ] |
| 2021 | 2021 SBS Drama Award     | Best Character Award, Actress                           | Let Me Be Your Knight                  | Nominada  |        |